# 麗莎·史巴克斯
丽莎·史巴克斯（英語：Lisa Sparxxx，1976年10月6日—），是一位美國色情演員和成人影片導演，她于2004年10月16日创造了一天之内与多达919名男性性交的世界纪录 。

## 生平
史巴克斯出生于肯塔基州的鲍灵格林，曾就读于肯塔基大学。2002年开始涉足成人影片。